# Список председателей Сейма Латвии

## Председатели Народного Совета Латвии (1918—1920)
- Янис Чаксте (17 ноября 1918 — 1 мая 1920)

## Председатели Учредительного Собрания Латвии
- Янис Чаксте (1 мая 1920 — 7 ноября 1922)

## Председатели Сейма Латвии (1922—1934)
- Фридрих Весманис (7 ноября 1922 — 17 марта 1925)
- Паулс Калныньш (20 марта 1925 — 15 мая 1934) — Сейм распущен при перевороте К. Улманиса

## Председатели Народного Сейма Латвии (1940)
- Петерис Бриедис

## Председатели Верховного Совета Латвийской ССР (1940—1990)
- Александр Мазецис (14 марта 1947 — 14 октября 1948)
- Петерис Звайгзне (14 октября 1948—1953)
- Янис Ванагс (5 июня 1957 — 20 марта 1963)
- Петерис Валескалнс (20 марта 1963 — 7 июля 1971)
- Александр Малмейстер (7 июля 1971 — 3 июля 1975)
- Валентина Клибик (3 июля 1975 — 29 марта 1985)
- Александр Дризул (29 марта 1985 — 27 июля 1989)
- Анатолий Горбунов (27 июля 1989 — 3 мая 1990)

## Председатели Верховного Совета Латвии (1990—1993)
- Анатолий Горбунов (4 мая 1990 — 6 июля 1993) — Верховный Совет сложил полномочия в пользу Сейма Латвии

## Председатели Сейма Латвии (с 1993)
- Анатолий Горбунов (1993—1995)
- Илга Крейтусе (1995—1996)
- Альфред Чепанис (1996—1998)
- Янис Страуме (1998—2002)
- Ингрида Удре (2002—2006)
- Индулис Эмсис (2006—2007)
- Гундарс Даудзе (2007—2010)
- Солвита Аболтиня (2010—2014)
- Инара Мурниеце (2014—2022)
- Эдвардс Смилтенс (2022—2023)
- Дайга Миериня (2023 — н. в.)